# Milano-Vignola 1984
La Milano-Vignola 1984, trentaduesima edizione della corsa, si svolse il 16 agosto 1984 per un percorso totale di 215,5 km, con partenza da Parma ed arrivo a Vignola. La vittoria fu appannaggio dell'italiano Mario Beccia, il quale competò la gara in 4h58'27", alla media di 43,323 km/h, precedendo il portoghese Acácio da Silva e l'olandese Johan van der Velde.

## Ordine d'arrivo (Top 10)
| Pos. | Corridore           | Squadra    | Tempo    |
| ---- | ------------------- | ---------- | -------- |
| 1    | Mario Beccia        | Malvor     | 4h58'27" |
| 2    | Acácio da Silva     | Malvor     | a 5"     |
| 3    | Johan van der Velde | Metauro    | s.t.     |
| 4    | Alfredo Chinetti    | Brianzoli  | s.t.     |
| 5    | Ennio Salvador      | Gis Gelati | a 7"     |
| 6    | Fabrizio Verza      | Bianchi    | a 9"     |
| 7    | Giuseppe Passuello  | Gis Gelati | a 12"    |
| 8    | Guido Van Calster   | Del Tongo  | a 46"    |
| 9    | Pierino Gavazzi     | Atala      | s.t.     |
| 10   | Vittorio Algeri     | Metauro    | s.t.     |